# Union Street
Union Street — музичний альбом гурту Erasure. Виданий 2006 року лейблом Mute. Загальна тривалість композицій становить . Альбом відносять до напрямку поп.

## Список треків
1. «Boy» (з альбому Cowboy)
2. «Piano Song» (з альбому Wild!)
3. «Stay with Me» (з альбому Erasure)
4. «Spiralling» (з альбому The Circus)
5. «Home» (з альбому Chorus)
6. «Tenderest Moments» (originally a B-side from «Run to the Sun» single)
7. «Alien» (з альбому Loveboat)
8. «Blues Away» (з альбому I Say I Say I Say)
9. «How Many Times» (з альбому Wild!)
10. «Love Affair» (з альбому Cowboy)
11. «Rock Me Gently» (з альбому Erasure)

## Чарти
| Чарт (2006)                        | Найвища позиція |
| ---------------------------------- | --------------- |
| Велика Британія UK Albums (OCC)    | 102             |
| США Independent Albums (Billboard) | 42              |